# Rainer Papenfuß
Rainer Papenfuß (* 7. Februar 1941 in Berlin; † 30. Juni 2002) war ein deutscher Politiker (SPD) und Synodaler der Evangelischen Kirche in Berlin.

## Leben
Papenfuß studierte ab 1960 an der Freien Universität Berlin Rechtswissenschaft. Nach dem Ersten Juristischen Staatsexamen studierte er Volkswirtschaftslehre, 1969 folgte das Zweite Juristische Staatsexamen. Er war ab 1970 Rechtsanwalt und arbeitete bis 1972 als Wissenschaftlicher Assistent in der SPD-Fraktion im Abgeordnetenhaus von Berlin.
Seit 1967 war Papenfuß Mitglied der SPD. Bei der Wahl zum Abgeordnetenhaus von Berlin 1971 wurde er in die Bezirksverordnetenversammlung im Bezirk Reinickendorf gewählt, bereits im folgenden Jahr rückte er in das Abgeordnetenhaus nach, da Ursula Siemens ausgeschieden war.
Infolge der Garski-Affäre wollte Dietrich Stobbe im Januar 1981 den Senat Stobbe umstellen, Papenfuß sollte Finanzsenator werden. Doch die damals noch notwendige Mehrheit für die Wahl von Senatoren im Abgeordnetenhaus kam nicht zustande, auch Jürgen Brinckmeier, Jürgen Egert und Peter Ulrich fielen durch. Stobbe musste zurücktreten, und Hans-Jochen Vogel bildete einen neuen Senat. Papenfuß wurde für fünf Monate Chef der Berliner Senatskanzlei, bei der Berliner Wahl 1981 kam es aber zu einem Machtwechsel, Richard von Weizsäcker bildete den neuen CDU-Senat.
Im Oktober 1981 wurde er als Synodaler der Evangelischen Kirche in Berlin von Bischof Martin Kruse nach der Initiative von Weizsäckers zu einer ‚friedlichen Lösung‘ zum „Gesprächsbeauftragten im Konflikt um Hausbesetzungen benannt.“ Nach vielen Unterhandlungen schlug er am 12. März 1982 in seinem Bericht die Organisation Netzwerk Selbsthilfe zur „Gründung eines Trägermodells“ für besetzte Häuser vor, da Netzwerk „die Seriosität bietet, die für einen Träger notwendig ist, der auf die Unterstützung des Senats angewiesen ist.“ Nach zahlreichen Wechselfällen kam es im März 1983 zur Gründung der Stattbau Sanierungsgesellschaft mbH, die ab November 1983 in Kreuzberg 13 Häuser mit den Besetzergruppen und Bewohnern musterhaft sanierte und legalisierte.
Am 19. Mai 1984 nahm die Synode der Evangelischen Kirche in Berlin-Brandenburg (West-Berlin) „zur Kenntnis, daß der gesellschaftliche Konflikt um die Hausbesetzungen […] nicht zuletzt durch die Vermittlung der Evangelischen Kirche in Berlin weitgehend entschärft werden konnte.“